# Province de Tsushima
La province de Tsushima (対馬国, Tsushima-no kuni) était une ancienne province du Japon. Elle était aussi appelée Taishū (対州).
La province de Tsushima était peut-être déjà reconnue comme province par la cour du Yamato au Ve siècle ; il est cependant attesté que sous le système du Ritsuryō elle avait ce statut.

## Districts
- Kamiagata (上県)
- Shimoagata (下県)

La capitale de la province était la ville d'Izuhara.